# Station Barchów
Station Barchów is een spoorwegstation in de Poolse plaats Barchów.